# Лёгкие крейсера типа «Уганда»
Лёгкие крейсера типа «Уганда» — тип лёгких крейсеров Королевского военно-морского флота Великобритании времён Второй мировой войны. Всего для британского флота построено 3 единицы: «Уганда» (англ. Uganda), «Ньюфаундленд» (англ. Newfoundland), «Цейлон» (англ. Ceylon).
Относились к крейсерам типа Colony второй серии. Стали развитием лёгких крейсеров типа «Фиджи».

## История создания
Три крейсера, причисленных в дальнейшем к проекту «Уганда», первоначально были заложены как крейсера типа «Фиджи». Однако под впечатлением потерь, нанесённых британскому флоту немецкой авиацией в ходе эвакуации британских войск из Дюнкерка, в июне 1940 года было принято решение об усилении зенитного вооружения строящихся крейсеров. Работы на первых восьми крейсерах продвинулись слишком далеко для внесения радикальных изменений в проект, поэтому фактически были перестроены лишь крейсера, находившиеся в низкой готовности — «Уганда», «Цейлон» и «Ньюфаундленд».
Крайне плотная компоновка крейсеров типа «Фиджи», вызванная стремлением разместить 12 152-мм орудий в пределах стандартного водоизмещения 8000 дл. тонн, соответствовавших ограничениям Лондонского морского договора 1936 года, не позволяли усилить зенитное вооружение кораблей без серьёзных изменений. Первоначальным проектом предусматривалось заменить кормовую возвышенную башню 152-мм орудий на две 102-мм спаренных установки зенитных орудий Mk.XIX, но затем решили ограничиться только одной такой установкой, зато добавить четвёртый зенитный директор и оборудовать все зенитные установки силовым приводом. Тем не менее, это вариант не стал окончательным. В конечном счёте, решили отдать предпочтение ближней ПВО и на крейсерах появился третий зенитный автомат Vickers QF 2 pounder Mark VIII — счетверённая установка калибра 40 мм. Проект был утверждён в феврале 1941 года.

## Конструкция
Конструктивно крейсера типа «Уганда» немногим отличались от типа «Фиджи». Изменения в конструкции касались лишь вооружения. Вместо кормовой башни 152-мм орудий они несли счетверённый «Пом-пом», а два других «Пом-пома» были передвинуты вперёд, что улучшило сектора их обстрела. Изменилось и расположение зенитных директоров. По оценке британских моряков, эффективность ПВО типа «Уганда» была в полтора раз выше, чем у типа «Фиджи». Силовая установка была форсирована до 80 000 л.с. Их ЭУ обладала самой большой удельной мощностью среди всех британских крейсеров периода Второй мировой войны — 55,6 л. с./т. Высота надводного борта при нормальном водоизмещении составляла 9,02 м в носу (против 9,14 м крейсера «Фиджи») и только 4,57 м на миделе и 5,18 м — в корме.

## Служба

### «Уганда»
Заложен 20 августа 1939 года на верфи «Виккерс-Армстронг» (англ. Vickers Armstrong) в Тайне, спущен 7 августа 1941 года, вступил в строй 3 января 1943 года. После вступления в строй вошёл в состав Флота метрополии. В апреле 1943 года действовал у берегов Северной Африки. Затем был передан Средиземноморскому флоту и в июле 1943 года поддерживал артиллерийским огнём союзнические войска в ходе высадки на Сицилии. 13 сентября 1943 года был атакован с воздуха бомбардировщиком Do-217 и получил попадание управляемой авиационной бомбы FX-1400. Бомба пробила корпус крейсера насквозь и взорвалась под днищем. В результате корабль потерял ход и принял 1300 тонн воды.
Крейсер был направлен в США, где ремонтировался с октября 1943 года до октября 1944 года на верфи ВМС в Чарльстоне. 21 октября 1944 года крейсер был передан ВМС Канады. В январе 1944 года, пройдя Суэцким каналом, он вошёл в состав Тихоокеанского флота Великобритании. «Уганда» участвовал в операциях против Окинавы и Формозы, а также в рейде к островам Рюкю весной 1945 года. 14 — 15 июня он обстреливал острова Трук. В июле он принимал участие в последних рейдах союзнического флота против Японии. 27 июля 1945 года крейсер ушёл на ремонт в Канаду, куда прибыл 10 августа 1945 года.
После войны корабль использовался как учебный. 14 января 1952 года его переименовали в «Квебек» (англ. Quebec). 13 июля 1956 года крейсер исключили из состава флота. Далее его продали на металлолом японской компании и 6 февраля 1961 года «Квебек» завершил свой последний поход в Осаке, куда он прибыл на разборку.

### «Ньюфаундленд»
Заложен 9 ноября 1939 года, спущен 19 декабря 1941 года, вступил в строй 21 января 1943 года.

### «Цейлон»
Заложен 27 апреля 1939 года, спущен 30 июля 1942 года, вступил в строй 13 июля 1943 года.

## Оценка проекта
Лёгкие крейсера типов «Фиджи» и «Уганда» проектировались с учётом как договорных ограничений, так и необходимости экономии средств. Британская империя не могла себе позволить массовое строительство мощных, но очень дорогих крейсеров типа «Белфаст». В целом с задачей создания универсального лёгкого крейсера конструкторы справились. Фактически единственным серьёзным недостатком стала слишком плотная компоновка, вынуждавшая снимать одну из башен главного калибра для усиления системы ПВО. Однако это объяснялось изначальными ограничениями водоизмещения. В рамках полученного задания британским конструкторам удалось создать корабли умеренные по своим характеристикам, но хорошо сбалансированные и надёжные, что подтвердила их длительная и успешная служба на всех театрах Второй мировой войны.
| «Лондонские» крейсера                       | «Лондонские» крейсера                                             | «Лондонские» крейсера                                             | «Лондонские» крейсера                                         |
| Основные элементы                           | «Уганда»                                                          | «Фиджи»                                                           | «Атланта»                                                     |
| ------------------------------------------- | ----------------------------------------------------------------- | ----------------------------------------------------------------- | ------------------------------------------------------------- |
| Водоизмещение, стандартное/ полное, т       | 8530 /10 800                                                      | 8530 — 8735/10 450 — 11 086                                       | 6718/8340                                                     |
| Энергетическая установка, л. с.             | 80 000                                                            | 72 500                                                            | 75 000                                                        |
| Максимальная скорость, узлов                | 32,25                                                             | 31,5                                                              | 32,5                                                          |
| Дальность плавания, миль на скорости, узлов | 6520 (15)                                                         | 6520 (13)                                                         | 7530 (15)                                                     |
| Артиллерия главного калибра                 | 3×3 — 152-мм                                                      | 4×3 — 152-мм                                                      | -                                                             |
| Универсальная артиллерия                    | 4×2 — 102-мм                                                      | 4×2 — 102-мм                                                      | 8×2 — 127-мм                                                  |
| Лёгкая зенитная артиллерия                  | 3 × 4 — 40-мм, 8 × 2 — 20-мм                                      | 2×4 — 40-мм, 2×4 — 12,7-мм                                        | 4×4 — 28-мм, 8×1 — 20-мм                                      |
| Торпедное вооружение                        | 2×3 — 533-мм ТА                                                   | 4×3 — 533-мм ТА                                                   | 4×2 — 533-мм ТА                                               |
| Бронирование, мм                            | пояс — 83, палуба — 51, башни — 51, барбеты — 25+25, погреба — 83 | пояс — 83, палуба — 51, башни — 51, барбеты — 25+25, погреба — 83 | пояс — 95, палуба — 32, башни — 25, рубка — 62, погреба до 95 |
| Экипаж, чел.                                | 755—920                                                           | 733—920                                                           | 623—820                                                       |